# William Blake
William Blake (Londra, 28 novembre 1757 – Londra, 12 agosto 1827) è stato un poeta, pittore e incisore britannico.
L'opera di Blake, largamente sottovalutata mentre egli era in vita, venne poi considerata estremamente significativa e fonte di ispirazione sia nell'ambito della poesia che in quello delle arti visive. Secondo Northrop Frye, che si dedicò allo studio dell'intero corpus poetico di Blake, i suoi versi simili a profezie costituiscono "Quello che, in rapporto ai reali meriti, è il corpus poetico in lingua inglese meno letto". Altri hanno invece lodato l'arte pittorica di Blake e un critico del XX secolo lo ha proclamato "Di gran lunga il più grande artista che la Gran Bretagna abbia mai prodotto." Considerato un tempo pazzo per le sue idee stravaganti, divenne poi molto apprezzato per la sua espressività, la sua creatività e per la visione filosofica che sta alla base del suo lavoro. Come ha suggerito egli stesso.
(William Blake, Milton. A Poem in 2 Books)
Anche se la sua pittura e la sua poesia sono state solitamente valutate separatamente, Blake spesso se ne servì di concerto per creare opere che sfidassero e sostituissero le convenzioni in uso. Si definiva capace di discutere e confrontarsi con i profeti dell'Antico Testamento e profuse un grande sforzo per creare le illustrazioni per il Libro di Giobbe, ma l'amore dell'artista per la Bibbia si affiancava ad un'aperta ostilità verso la Chiesa d'Inghilterra, e le sue convinzioni religiose erano influenzate dall'attrazione per il Misticismo e dalla fascinazione verso il movimento romantico, che a quel tempo era in pieno sviluppo. Alla resa dei conti, la difficoltà che si incontra nel tentativo di inserire William Blake in un qualsiasi periodo o movimento della storia dell'arte è forse la caratteristica che meglio riesce a definirlo.
Blake ha svolto un ruolo cruciale per lo sviluppo del moderno concetto di immaginazione nella cultura occidentale. La sua convinzione che l'umanità possa superare i limiti a lei posti dai cinque sensi è forse il suo più grande lascito:
(William Blake, Il matrimonio del cielo e dell'inferno)
Mentre un tempo questa prospettiva era considerata aberrante, al giorno d'oggi è stata incorporata nella moderna definizione del termine.
In particolare della citazione "the doors of perception" si è spesso sentita l'eco nella letteratura e nella musica del XX secolo: per fare due esempi, Aldous Huxley, con il suo saggio The Doors of Perception ed in seguito a questo, Jim Morrison con la sua band The Doors, rendono un evidente omaggio al pensiero di Blake.

## Infanzia e adolescenza

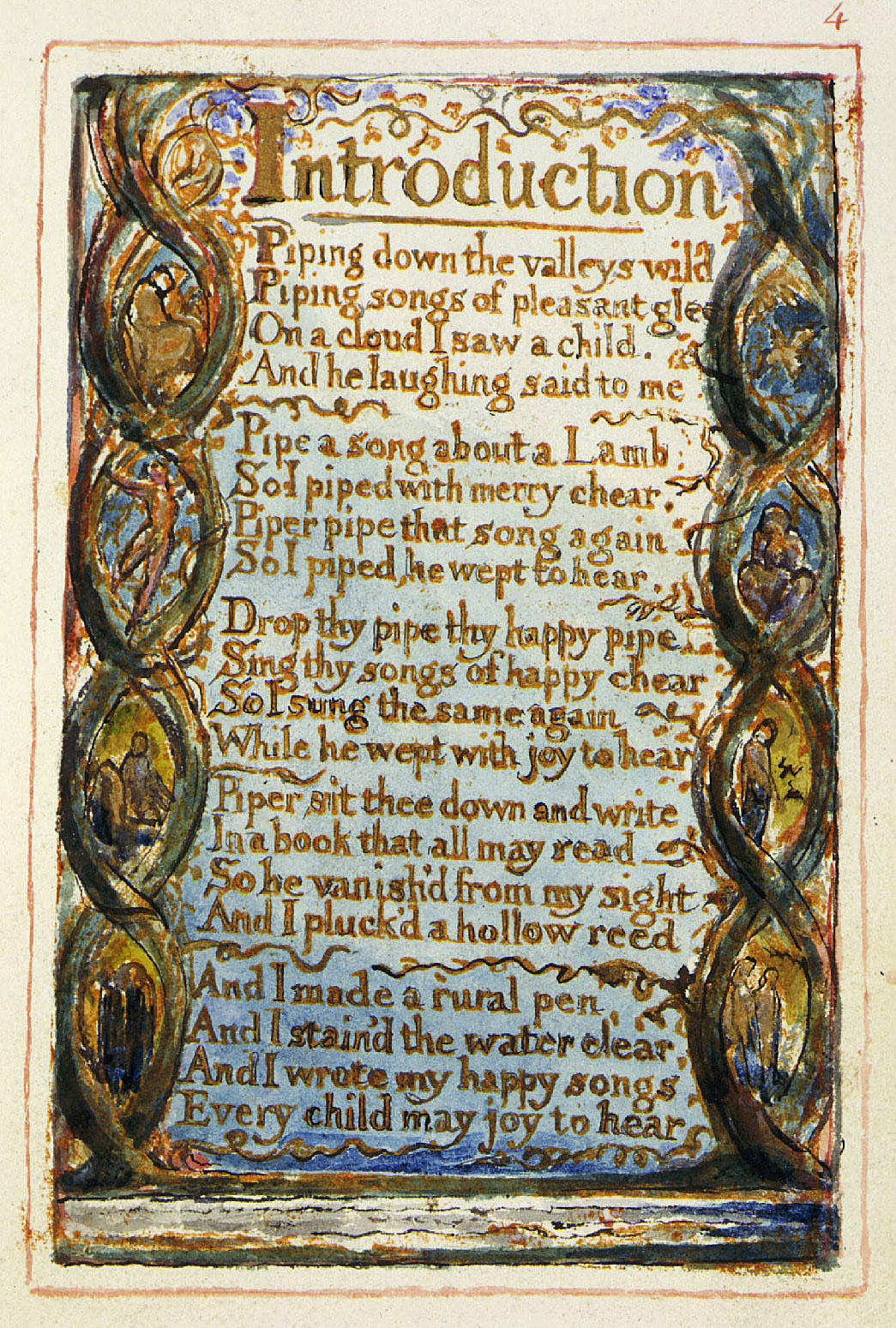
I Libri Miniati: L'introduzione di Songs of Innocence and Experience

William Blake nacque a Londra, al 28A di Broad Street nei paraggi di Golden Square, il 28 novembre del 1757, in una famiglia appartenente alla borghesia. Era il terzo di sette fratelli, una femmina e sei maschi, due dei quali morirono durante l'infanzia. Il padre di Blake, James, era un venditore di calze e maglieria. Non frequentò mai la scuola ma fu educato in casa dalla madre. I Blake non frequentavano la Chiesa Anglicana, e si pensa che appartenessero alla Chiesa Morava. La Bibbia entrò ben presto nella vita di Blake ed ebbe su di lui una profonda influenza, restando fonte di ispirazione per tutta la sua vita.
Blake iniziò ad accostarsi all'arte realizzando delle incisioni in cui copiava disegni di antiche rovine greche acquistati per lui dal padre (un'ulteriore indicazione del sostegno che i genitori fornivano alle aspirazioni del figlio), un tipo di attività che allora era preferita al semplice disegno. Grazie a questi disegni - che riproducevano opere di Raffaello, Michelangelo, Maarten van Heemskerck e Albrecht Dürer, entrò per la prima volta in contatto con i modelli classici. I suoi genitori compresero quale fosse la sua indole e decisero di non mandarlo a scuola, ma di iscriverlo invece a dei corsi di disegno. In questo periodo divenne un avido lettore, scegliendo autonomamente gli argomenti che lo interessavano. Iniziò anche ad avvicinarsi alla poesia; i suoi primi lavori lasciano trasparire la sua confidenza con le opere di Ben Jonson e Edmund Spenser.

### L'apprendistato presso Basire
Il 4 agosto 1772 Blake firmò un contratto come apprendista dell'incisore James Basire, che aveva lo studio in Great Queen Street, della durata di sette anni. Alla fine di questo periodo, all'età di 21 anni, sarebbe stato pronto per diventare un incisore professionista.
Non c'è alcuna testimonianza di seri contrasti o litigi tra i due nel corso del periodo di apprendistato. Tuttavia la biografia realizzata da Peter Ackroyd riporta che Blake in seguito aggiunse il nome di Basire ad una lista di suoi avversari in ambito artistico, per poi cancellarlo. A parte ciò lo stile delle incisioni di Basire era di un tipo già all'epoca considerato antiquato, quindi l'addestramento di Blake secondo quel superato modello potrebbe aver avuto in seguito un effetto negativo quando l'artista cercava di ottenere delle commissioni ed anche sul pubblico riconoscimento delle sue capacità.
Dopo due anni Basire lo mandò a copiare dal vivo particolari delle chiese gotiche di Londra (è possibile che quest'incarico gli sia stato affidato per porre un freno alle liti tra lui e l'altro apprendista James Parker) e l'esperienza fatta all'Abbazia di Westminster ebbe un suo ruolo nella formazione del suo stile e dei suoi ideali artistici; A quell'epoca la cattedrale era decorata con armature, dipinti che ritraevano scene funerarie e variopinte statue di cera. Ackroyd nota che entrando in quel luogo "si sarebbe stati immediatamente colpiti dall'affievolirsi della luminosità e dei colori". Durante i lunghi pomeriggi che Blake trascorreva facendo schizzi all'interno della cattedrale, era occasionalmente interrotto dai ragazzi che frequentavano la Westminster School, uno dei quali un giorno lo "tormentò" a tal punto che reagì colpendo il ragazzo e facendolo cadere giù da un'impalcatura. Blake conservò anche altre vivide immagini che aveva colto all'interno della cattedrale, tra cui quella di una grande processione di preti e monaci, mentre si udivano salmi cantati e corali.

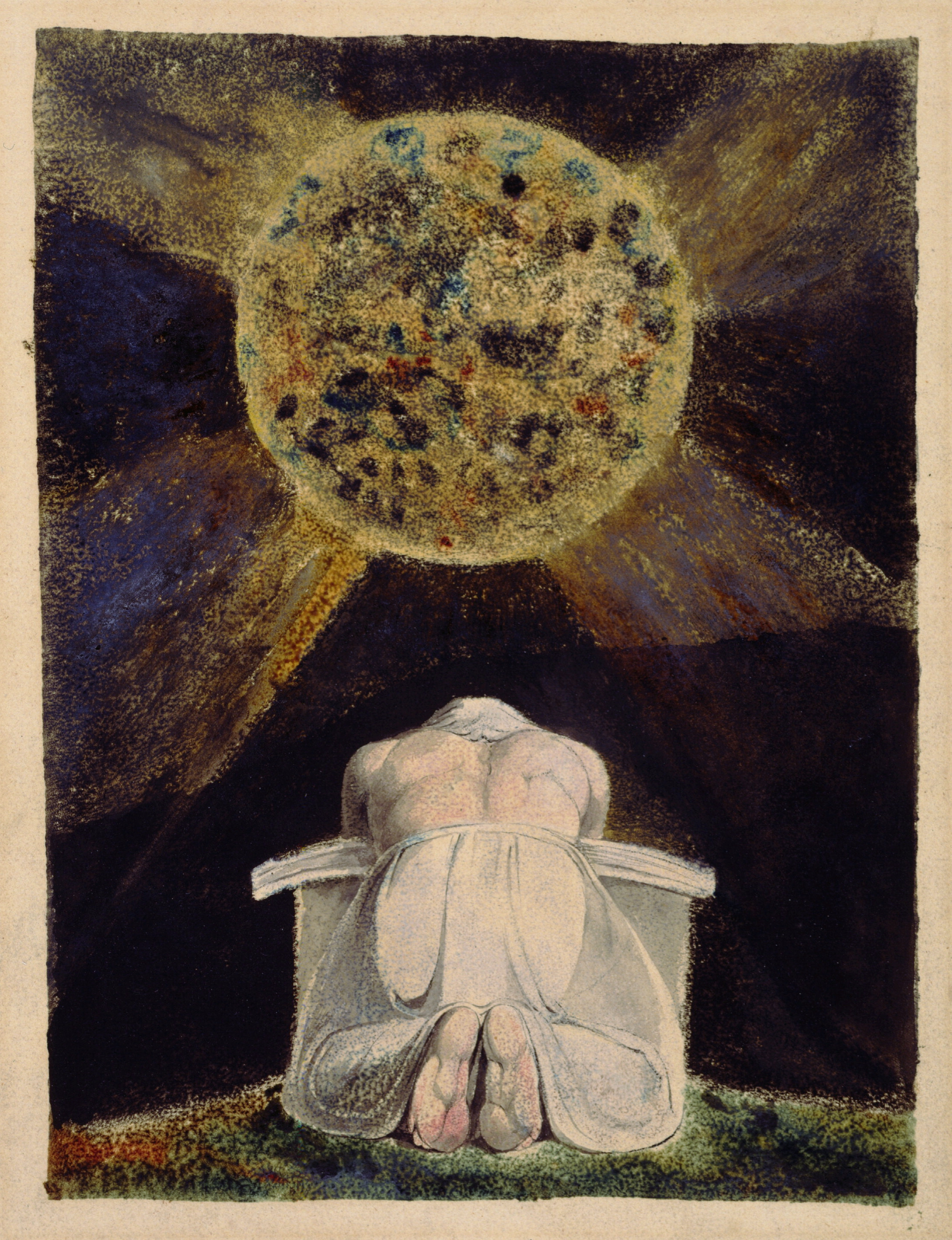
L'archetipo del Creatore è un'immagine ricorrente nel suo lavoro. Qui Blake dipinge il demiurgo Urizen raccolto in preghiera mentre contempla il mondo che ha creato. Il Canto di Los è il terzo della serie dei Libri miniati realizzati in collaborazione da Blake e sua moglie noti come le Continental Prophecies.

### La Royal Academy
Nel 1778 Blake si iscrisse alla Royal Academy, ospitata nella Old Somerset House nei pressi dello Strand, per seguire un corso della durata di sei anni. Non doveva pagare alcuna retta per gli studi, ma il materiale necessario per le esercitazioni era invece a suo carico. Qui si ribellò contro quello che considerava lo stile irrisolto di artisti di grido come Rubens, sostenuto invece dal primo Presidente della scuola, il pittore Joshua Reynolds. Con il passar del tempo Blake finì per detestare la filosofia artistica di Reynolds, specialmente la sua ricerca di una "verità e bellezza universale". Reynolds nei suoi Discourses scriveva che "l'attitudine verso l'astrazione, la generalizzazione e la classificazione è il grande vanto della mente umana"; nelle annotazioni sulla sua copia personale di quel testo Blake rispondeva che "Generalizzare significa essere un idiota; la capacità di scendere nel particolare è il solo segno che caratterizza il valore." Blake disprezzava anche l'ostentata umiltà di Reynolds, che considerava una forma di ipocrisia.
Nel giugno del 1780 stava recandosi a piedi alla bottega di Basire in Great Queen Street quando si trovò in mezzo ad una folla in tumulto che poi si diresse verso il carcere di Newgate. Molti dei rivoltosi portavano delle coccarde blu appuntate sul berretto ad indicare la loro solidarietà con gli abitanti delle colonie americane che si stavano sollevando. La folla attaccò i cancelli della prigione con pale e picconi, diede l'edificio alle fiamme e liberò i prigionieri che si trovavano all'interno. Si dice che Blake durante l'assalto si trovasse in prima fila; la maggior parte dei suoi biografi credono che si sia aggregato alla folla preso dall'impulso.
Questi incidenti, scoppiati in risposta ad un progetto di legge che revocava le sanzioni contro i cattolici divennero in seguito noti come La rivolta di Gordon; la risposta del governo del re Giorgio III di Gran Bretagna fu l'emanazione di leggi straordinarie e la creazione del primo corpo di polizia.

### Il matrimonio e l'inizio della carriera

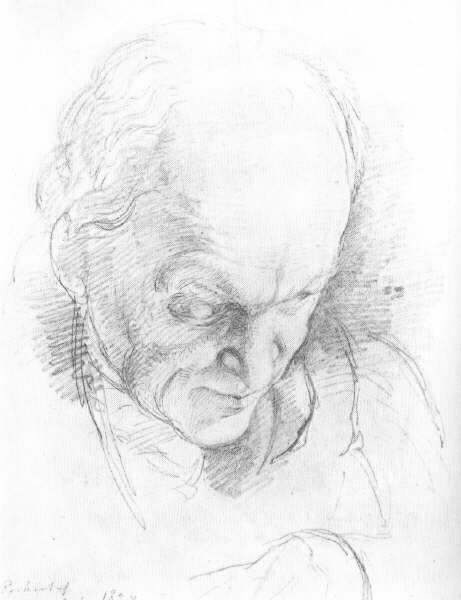
Ritratto di William Blake, disegno di John Linnell (1820)

Nel 1782 Blake conobbe John Flaxman (York 1755 - Londra 1826) scultore, disegnatore inglese (illustrò l'Iliade, l'Odissea, la Divina Commedia e fu interprete ammirato durante il periodo neoclassico), che diventò il suo mecenate, e Catherine Boucher, che sarebbe poi diventata sua moglie. In quel periodo Blake stava riprendendosi dalla fine di una relazione conclusasi malamente, con il rifiuto della sua proposta di matrimonio. Mentre raccontava la storia a Catherine e ai suoi genitori ella gli espresse comprensione, al che il poeta le chiese "Provate compassione per me?" e, quando la ragazza rispose di sì, le disse: "Allora io vi amo!". Blake sposò Catherine - di cinque anni più giovane - il 10 agosto 1782 nella chiesa di St. Mary a Battersea. Catherine, analfabeta, firmò il contratto di matrimonio con una X. Con il tempo, oltre ad insegnarle a leggere e scrivere, Blake le spiegò anche l'arte dell'incisione; per tutta la vita la donna si dimostrò un ineguagliabile sostegno per il marito, aiutandolo a dare alle stampe i suoi Libri miniati e sostenendolo moralmente nonostante le numerose delusioni a cui andò incontro.
In quel periodo George Cumberland, uno dei fondatori della National Gallery, diventò un ammiratore delle opere di Blake. La sua prima raccolta di poesie Poetical Sketches (in italiano: Schizzi poetici) fu pubblicata verso il 1783. Dopo la morte del padre, nel 1784 William ed il fratello Robert aprirono una tipografia ed iniziarono a collaborare con l'editore radicale Joseph Johnson. La casa di Johnson fungeva da luogo d'incontro per alcuni dei più importanti intellettuali inglesi dissidenti dell'epoca: lo scienziato Joseph Priestley, il filosofo Richard Price, il femminista ante-litteram Johann Heinrich Füssli e il rivoluzionario statunitense Thomas Paine. Al pari di William Wordsworth e William Godwin Blake nutriva grandi speranze per le rivoluzioni americana e francese e prese ad indossare un berretto rosso per dimostrare la sua solidarietà con i rivoluzionari francesi, ma le stesse speranze le perse con l'ascesa al potere di Robespierre e l'instaurazione del Regime del Terrore.
Blake realizzò le illustrazioni per Original Stories from Real Life (1788; 1791) di Mary Wollstonecraft. Sembra che avessero simili punti di vista sull'eguaglianza tra i sessi e l'istituzione matrimoniale, ma non c'è alcuna prova concreta del fatto che si siano effettivamente incontrati. In Visions of the Daughters of Albion del 1793 Blake condannò l'assurda e crudele imposizione dell'astinenza forzata e il matrimonio al di fuori dell'amore, difendendo il diritto delle donne alla completa autodeterminazione.

### L'incisione a rilievo
Nel 1788, all'età di trentuno anni, Blake iniziò a sperimentare l'incisione a rilievo, un metodo che avrebbe poi impiegato in numerosi tra i suoi libri, dipinti e opuscoli, ma anche nelle sue poesie, che includono le Profezie e il capolavoro La Bibbia. Il procedimento si applica anche alle miniature, in particolare ai manoscritti miniati. La stampa miniata comporta la scrittura del testo della poesia sulla lastra di rame con pennini e pennelli, intinti in una sostanza resistente all'acido. Le illustrazioni possono essere realizzate vicino alle parole come si faceva nei manoscritti miniati. Si incidono quindi le lastre in un bagno di acido per eliminare il rame non protetto dalla vernice e lasciare il disegno in rilievo - da qui il nome di acquaforte a rilievo. Questo è un metodo inverso rispetto a quello tradizionale, in cui è il segno esposto all'acido ad essere scavato e a ricevere, poi, l'inchiostro per la stampa. L'acquaforte a rilievo, inventata da Blake, in seguito divenne un importante metodo di stampa commerciale. Le pagine stampate da queste lastre devono essere colorate a mano ad acquerello e unite insieme per formare un volume. Blake usò la stampa miniata per numerose delle sue opere più note: Songs of Innocence and of Experience, The Book of Thel, The Marriage of Heaven and Hell, e Jerusalem.

## Le fasi successive

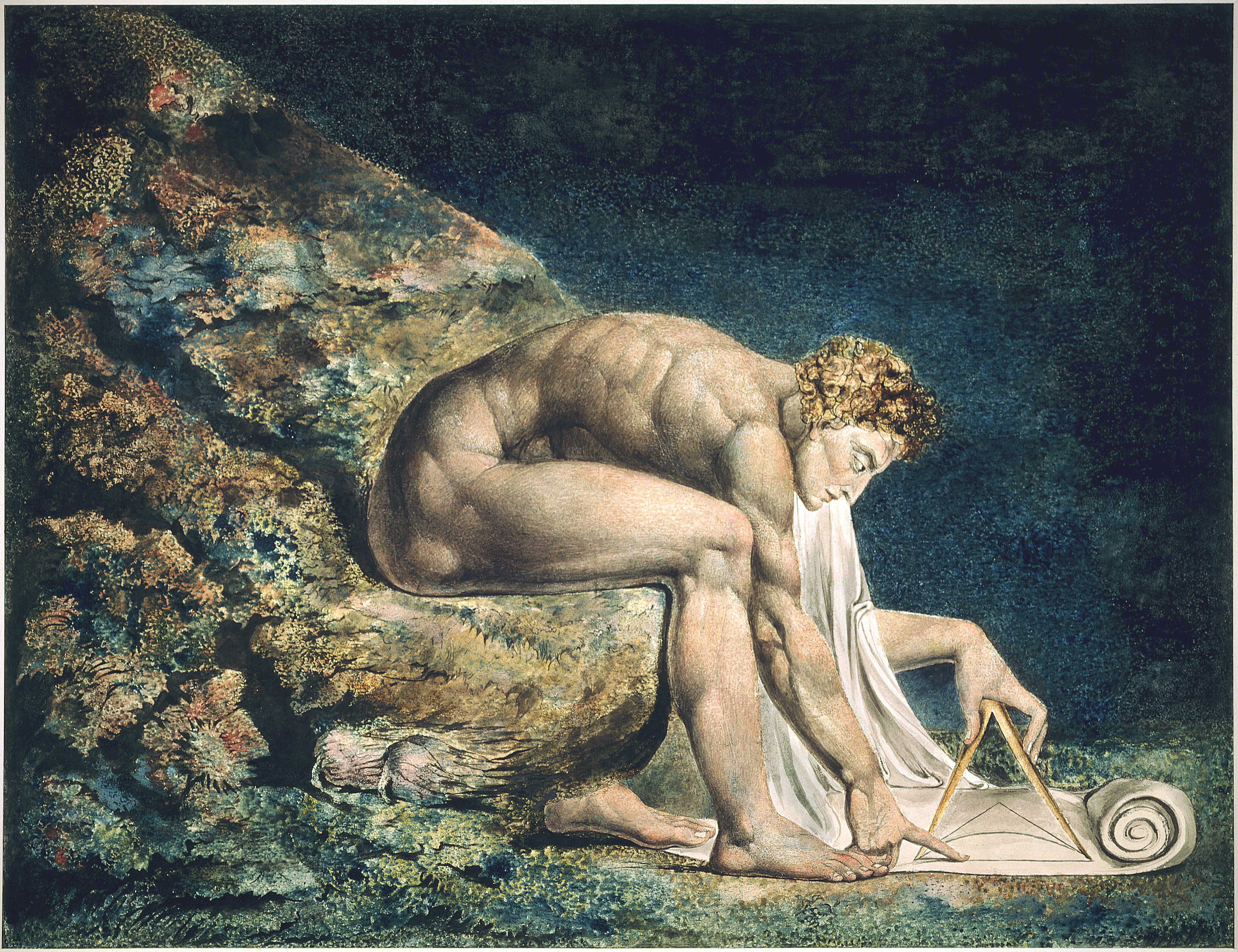
"Newton" è la dimostrazione della sua opposizione alla "Visione singola" del Naturalismo: il grande filosofo e scienziato è da solo nelle profondità dell'oceano, i suoi occhi (solo uno dei quali è visibile) fissi sui compassi con cui disegna su un rotolo. Sembra quasi che sia tutt'uno con la roccia su cui siede. (1795)

Il matrimonio di Blake e Catherine fu un matrimonio felice e riuscito fino in fondo, anche se fin dal principio ebbero qualche problema, come l'analfabetismo di lei ed il fatto che non riuscirono ad avere figli. Gilchrist narra di "momenti tempestosi" nei primi anni di vita di coppia. È possibile che ad un certo punto, secondo quelle che erano le convinzioni della Società Swedenborghiana, Blake abbia proposto alla moglie di introdurre una concubina nel loro ménage. Catherine rimase sconvolta dalla proposta e Blake lasciò immediatamente perdere l'idea. Le insegnò a scrivere e lei invece lo aiutò a colorare i suoi libri di poesia illustrati.
Verso il 1800 Blake si trasferì in un cottage a Felpham, nel West Sussex, per eseguire il lavoro di illustrare le opere di un poeta minore, William Hayley. In quel cottage scrisse il poema Milton: a Poem (pubblicato tra il 1805 e il 1808). Il preambolo all'opera contiene una poesia che inizia con il verso "And did those feet in ancient time" che divenne poi il testo della canzone patriottica britannica Jerusalem. Con il tempo Blake accumulò del risentimento nei confronti del suo nuovo committente, e si convinse che Hayley lo pagava assai meno di quanto avrebbe potuto permettersi.
Tornò a Londra nel 1802 e iniziò a scrivere e illustrare Jerusalem: The Emanation of the Giant Albion (1804 - 1820) la sua opera più ambiziosa.
Venutagli l'idea di realizzare dei ritratti dei personaggi de I racconti di Canterbury di Chaucer, Blake si rivolse al commerciante Robert Cromek, proponendogli di affiancarlo nell'affare. Consapevole del fatto che Blake era troppo eccentrico per realizzare dei lavori che riscuotessero successo tra il grande pubblico, Cromek si impadronì dell'idea, affidandone la realizzazione a Thomas Stothard. Quando Blake si rese conto di essere stato ingannato, interruppe qualsiasi contatto con Stothard, che in precedenza era suo amico. Inoltre, nel negozio del fratello, organizzò un'esposizione indipendente della sua versione delle illustrazioni dell'opera di Chaucer, oltre ad altre suoi lavori. Anche per questo motivo scrisse il suo Descriptive Catalogue (1809) che contiene quella che Anthony Blunt ha definito una "brillante analisi" di Chaucer. Lo scritto è tuttora spesso inserito nelle antologie come un classico della critica chauceriana.
George Cumberland lo presentò ad un giovane artista di nome John Linnell, attraverso il quale incontrò Samuel Palmer che faceva parte di un gruppo di artisti che si autodefinivano gli Shoreham Ancients (It. Gli antichi di Shoreham). Questo gruppo condivideva il rifiuto di Blake delle mode del momento e la sua convinzione della necessità di un nuovo corso spirituale ed artistico. All'età di 65 anni Blake iniziò a lavorare alle illustrazioni del biblico Libro di Giobbe. Queste sue illustrazioni furono in seguito molto apprezzate da Ruskin, che paragonò l'artista a Rembrandt, e da Ralph Vaughan Williams che si ispirò ad alcune delle illustrazioni per il suo balletto Job: A Masque for Dancing.

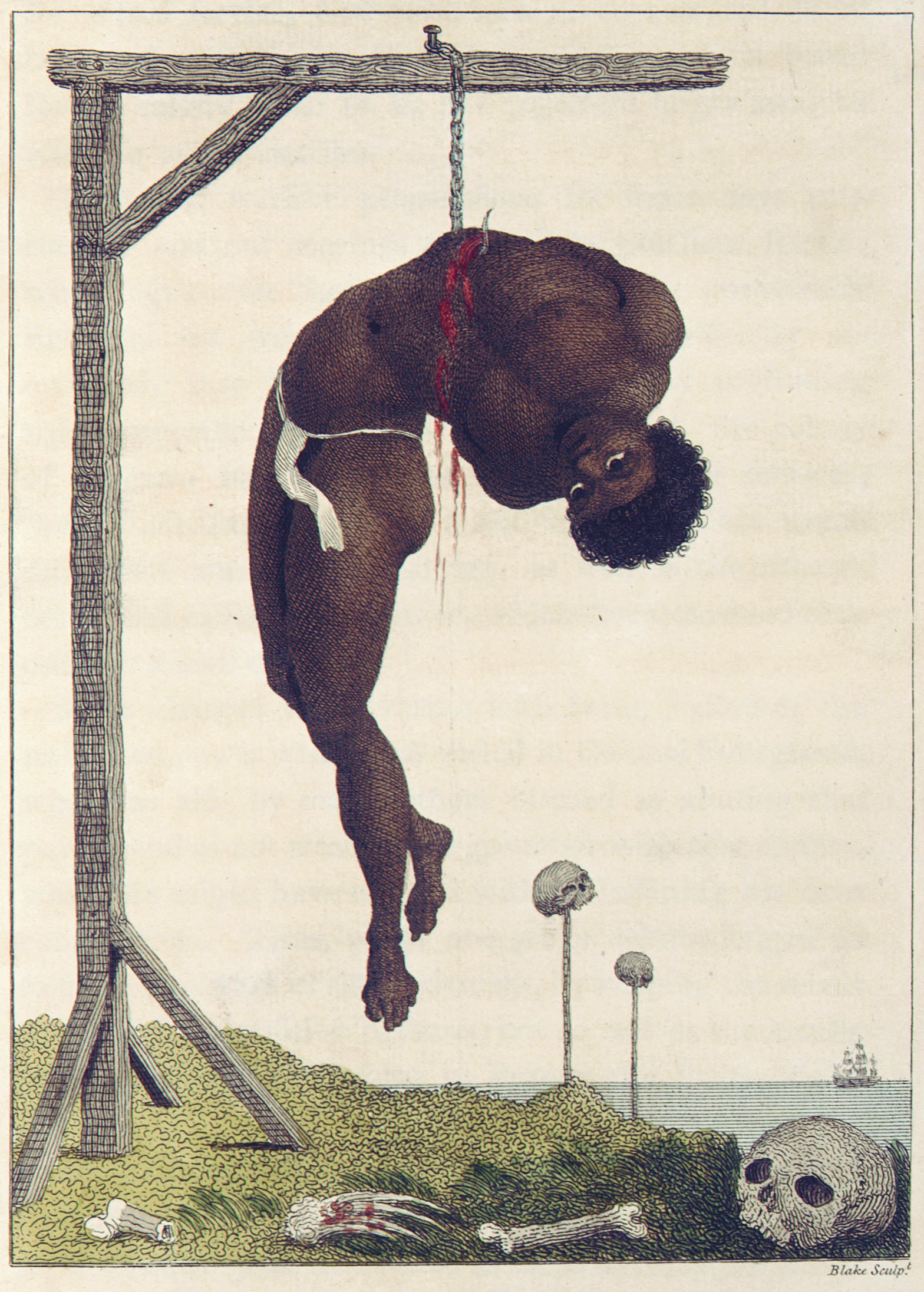
L'opera di Blake "Un negro appeso vivo alla forca per le costole", un'illustrazione realizzata per Narrative, of a Five Years' Expedition, against the Revolted Negroes of Surinam di J. G. Stedman (1796).

Blake detestava la schiavitù e credeva nell'eguaglianza tra le razze e tra i sessi. In molti dei suoi dipinti e molte delle sue poesie esprime un concetto di umanità universale: "Tutti gli uomini sono uguali (attraverso le loro infinite differenze)". Si interessò per tutta la vita degli avvenimenti politici e sociali, ma fu spesso costretto a mascherare i suoi ideali e il suo pensiero politico dietro allegorie religiose.
Rifiutò sempre qualsiasi forma di autorità imposta; nel 1803 fu anche accusato di lesa maestà e di aver pronunciato espressioni sediziose e che rivelavano intenzioni traditrici verso la corona, ma fu in seguito assolto dalle accuse dal tribunale di Chichester. Ad accusarlo era stato un soldato che si chiamava John Schofield, dopo che Blake lo aveva buttato fuori di forza dal suo giardino esclamando, a dire del soldato, "Sia maledetto il Re! I soldati sono tutti schiavi!" Secondo quanto si legge su un giornale locale del Sussex, "Che le accuse fossero inventate era ... così evidente che ne fu assolto." Dopo questa vicenda, in un'illustrazione per Jerusalem, Blake ritrasse Schofield che portava "delle manette mentali".
Il punto di vista di Blake su ciò che vedeva come una forma di oppressione e una restrizione del diritto alla piena libertà si estese anche nei confronti della Chiesa. Le sue convinzioni religiose sono evidenti nelle Songs of Experience (1794), in cui mostra il suo diverso atteggiamento nei confronti del Dio dell'Antico Testamento, del quale rifiutava le limitazioni imposte all'uomo, e il Dio del Nuovo Testamento (Cristo parte della Trinità), del quale vedeva invece l'influenza positiva.
Nel prosieguo della carriera Blake iniziò a vendere un gran numero di opere, In particolare le sue illustrazioni della Bibbia, a Thomas Butts, un mecenate che lo considerava però, più che come un artista di valore, un amico; è un tipico esempio del modo in cui Blake venne considerato per tutto il corso della vita.

### LaDivina Commediadi Dante

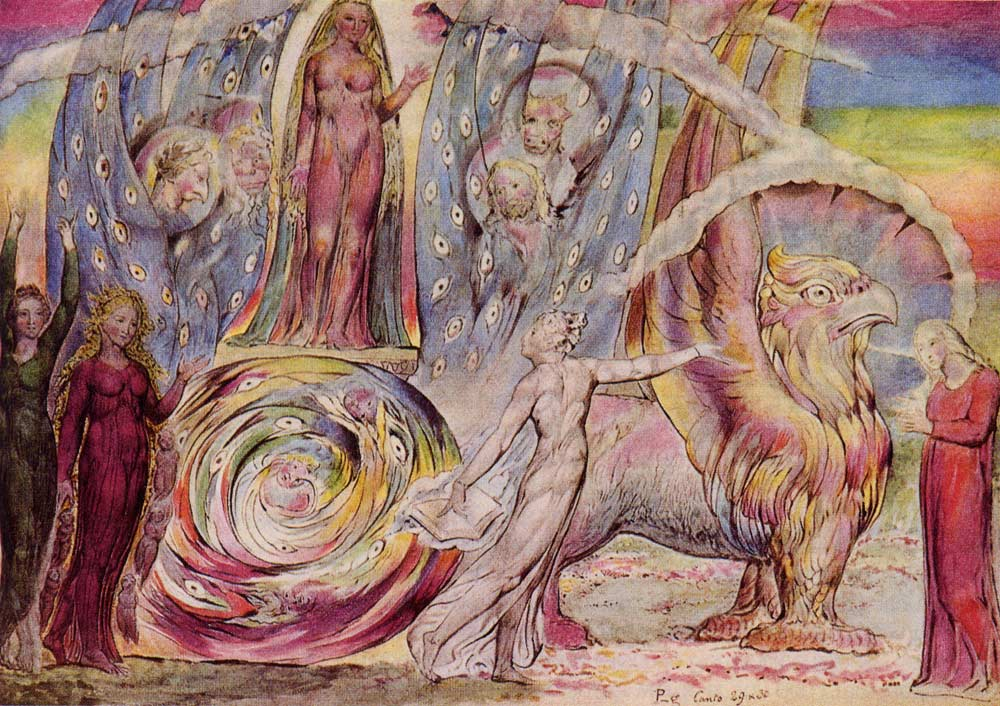
Beatrice mostra la via a Dante - Illustrazione di William Blake della Divina Commedia

L'incarico di illustrare l'Inferno di Dante fu affidato a Blake nel 1824 da John Linnell, con il proposito finale di trarne una serie di incisioni.
L'inizio dei lavori viene testimoniata da un resoconto di Samuel Palmer, il quale il 9 ottobre 1824 scrive:
We found him lame in bed, of a scalded foot (or leg). There no inactive, though sixty-seven years old, but hard-working on a bed covered with books sat he up like one of the Antique patriarchs, or a dying Michelangelo. Thus and there was he making in the leaves of a great book (folio) the sublimest designs from his (not superior) Dante..
La morte di Blake, sopraggiunta nel 1827, pose fine all'ambizioso progetto, di cui ci rimangono 102 acquarelli (72 dall´Inferno, 20 dal Purgatorio, 10 dal Paradiso), in diversi stati di elaborazione. Da questi acquarelli sono state realizzate sette incisioni.
Le illustrazioni del poema realizzate da Blake non si presentano come un semplice accompagnamento del testo, ma sembrano piuttosto rivederlo criticamente, e fungere da commentario degli aspetti spirituali e morali dell'opera. Ad esempio, illustrando il Paradiso perduto, Blake sembrava impegnarsi a correggere l'intenzione di Milton di dare a Satana il ruolo di protagonista del poema: in Satan Watching the Endearments of Adam and Eve (1808) Satana occupa una posizione isolata nella parte alta dell'illustrazione, mentre il centro è occupato da Adamo ed Eva. Come per enfatizzare l'effetto di questa contrapposizione, Blake mostra Adamo ed Eva mentre si abbracciano, mentre Satana può al massimo accarezzare onanisticamente il serpente, del quale sta per assumere l'identità.

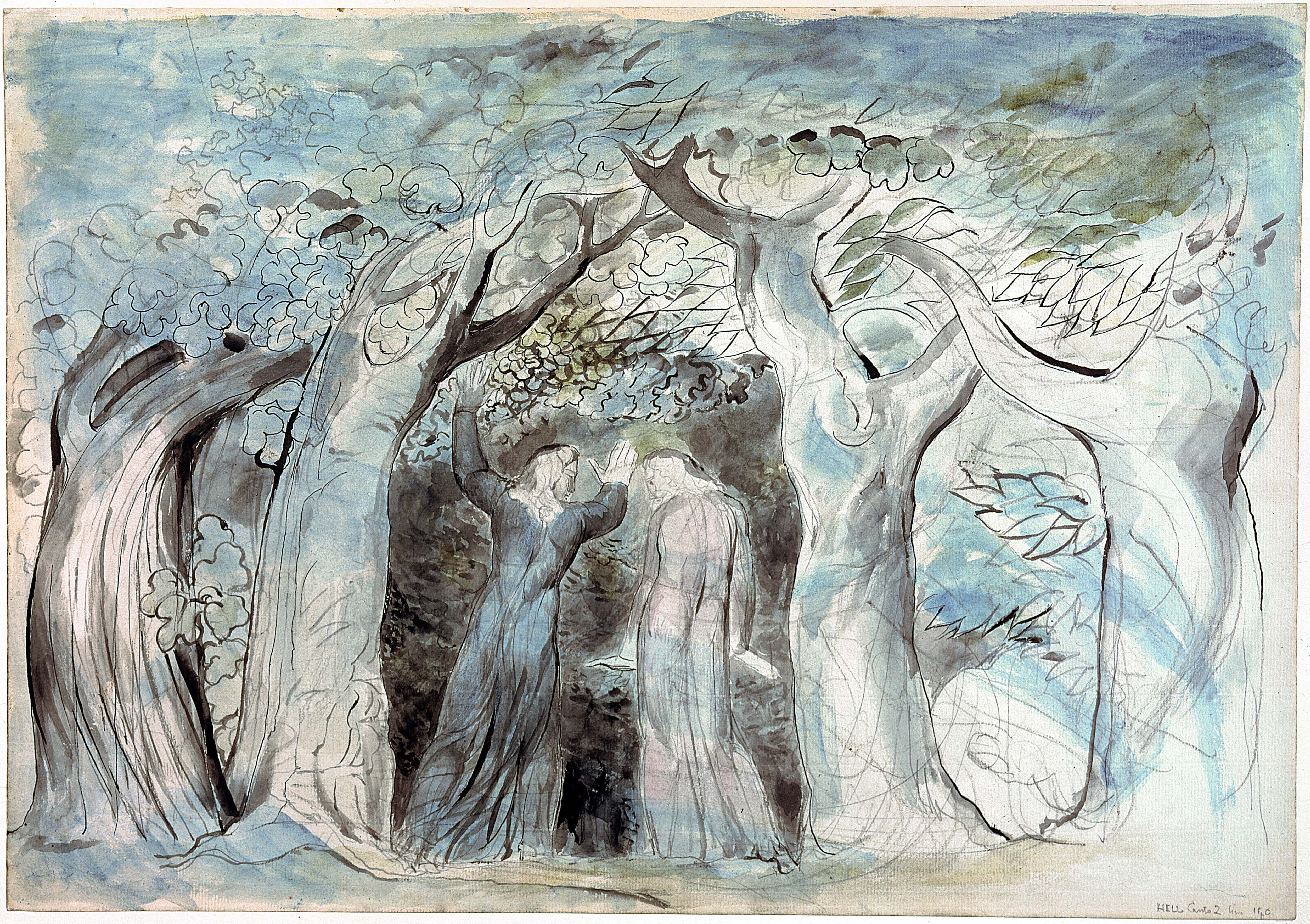
Dante e Virgilio entrano nella foresta - Illustrazione di William Blake della Divina Commedia

In questo secondo caso, dato che il progetto non fu mai portato a termine, quale fosse l'intento di Blake è meno chiaro. Tuttavia alcuni indizi rafforzano l'impressione che le illustrazioni, prese nel loro complesso, si sarebbero distaccate dal testo che accompagnavano: a margine di Homer Bearing the Sword and His Companions Blake annota:
(William Blake)
Blake sembra non concordare con l'ammirazione che Dante prova per le opere poetiche dell'antica Grecia e prende le distanze dall'apparente gioia con cui il sommo poeta nell'Inferno assegna le punizioni ai dannati (come mostra l'umorismo macabro che traspare dai canti).
Allo stesso tempo però, Blake condivide la sfiducia di Dante verso il materialismo e la natura atta a corrompere del potere, e gradì in maniera evidente l'opportunità di rappresentare graficamente l'atmosfera e l'immaginario dell'opera del poeta fiorentino. Anche se era evidente che fosse vicino alla morte, la preoccupazione principale di Blake fu comunque di continuare il suo febbrile lavoro sulle illustrazioni, e si dice che abbia speso uno dei suoi ultimi scellini per acquistare una matita per realizzarle.

### La morte di Blake

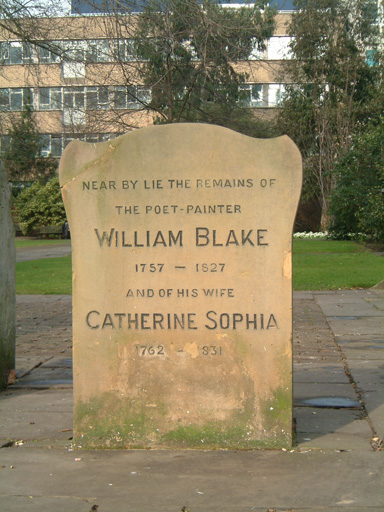
La lapide posta nei pressi del luogo dove riposa Blake a Bunhill Fields - Londra

Il giorno della sua morte Blake lavorò senza concedersi un attimo di riposo alle sue illustrazioni dell'Inferno di Dante. Alla fine, raccontano, smise di lavorare e si girò verso la moglie che se ne stava in lacrime vicino al letto. Si dice che, guardandola, il pittore abbia esclamato:
(William Blake)
Dopo aver finito il ritratto (oggi andato perduto), poggiò i suoi strumenti ed iniziò a cantare inni e poesie. Alle sei di quella sera, dopo aver promesso alla moglie che sarebbe rimasto per sempre con lei, Blake morì. Gilchrist riferisce che una pensionante della stessa casa, presente al momento della morte, disse "Non ho assistito alla morte di un uomo, ma a quella di un angelo benedetto dal Signore".
George Richmond, in una lettera a Samuel Palmer racconta l'episodio in questo modo:
(George Richmond)
Catherine riuscì a pagare il costo del funerale grazie al denaro prestatole da Linnell. Fu sepolto cinque giorni dopo la morte - alla vigilia del suo quarantacinquesimo anniversario di matrimonio - nel cimitero dei Dissenzienti di Bunhill Fields, dove erano sepolti anche i suoi genitori. Alla cerimonia parteciparono Catherine, Edward Calvert, George Richmond, Frederick Tatham e John Linnell.
Dopo la morte di Blake, Catherine si trasferì a casa di Tatham per fare la governante. Era convinta che lo spirito del marito le facesse visita con regolarità. Continuò a vendere le sue miniature e i suoi dipinti, ma non concludeva alcuna trattativa senza aver prima "consultato il Sig. Blake." Il giorno della sua morte, nell'ottobre del 1831, era calma e sorridente come il marito e si rivolse a lui "come se si trovasse semplicemente nella stanza accanto, per dirgli che lo stava raggiungendo e non ci avrebbe impiegato molto."
Dopo la sua scomparsa i manoscritti di Blake rimasero a Frederick Tatham, che ne bruciò molti, considerandoli eretici o troppo radicali sul piano politico. Tatham era diventato un Irvingita, aderendo ad uno dei molti movimenti religiosi fondamentalisti dell'epoca, e si opponeva rigorosamente a qualsiasi opera che puzzasse di blasfemia. Anche John Linnell si preoccupò di cancellare le immagini con un carattere apertamente sessuale presenti in diversi lavori di Blake.
Oggi Blake è considerato santo dalla Ecclesia Gnostica Catholica. Nel 1949 in Australia è stato istituito il Premio Blake per l'arte religiosa.
Nel 1957 in memoria sua e della moglie è stata posta una lapide all'Abbazia di Westminster.

## Blake e la religione

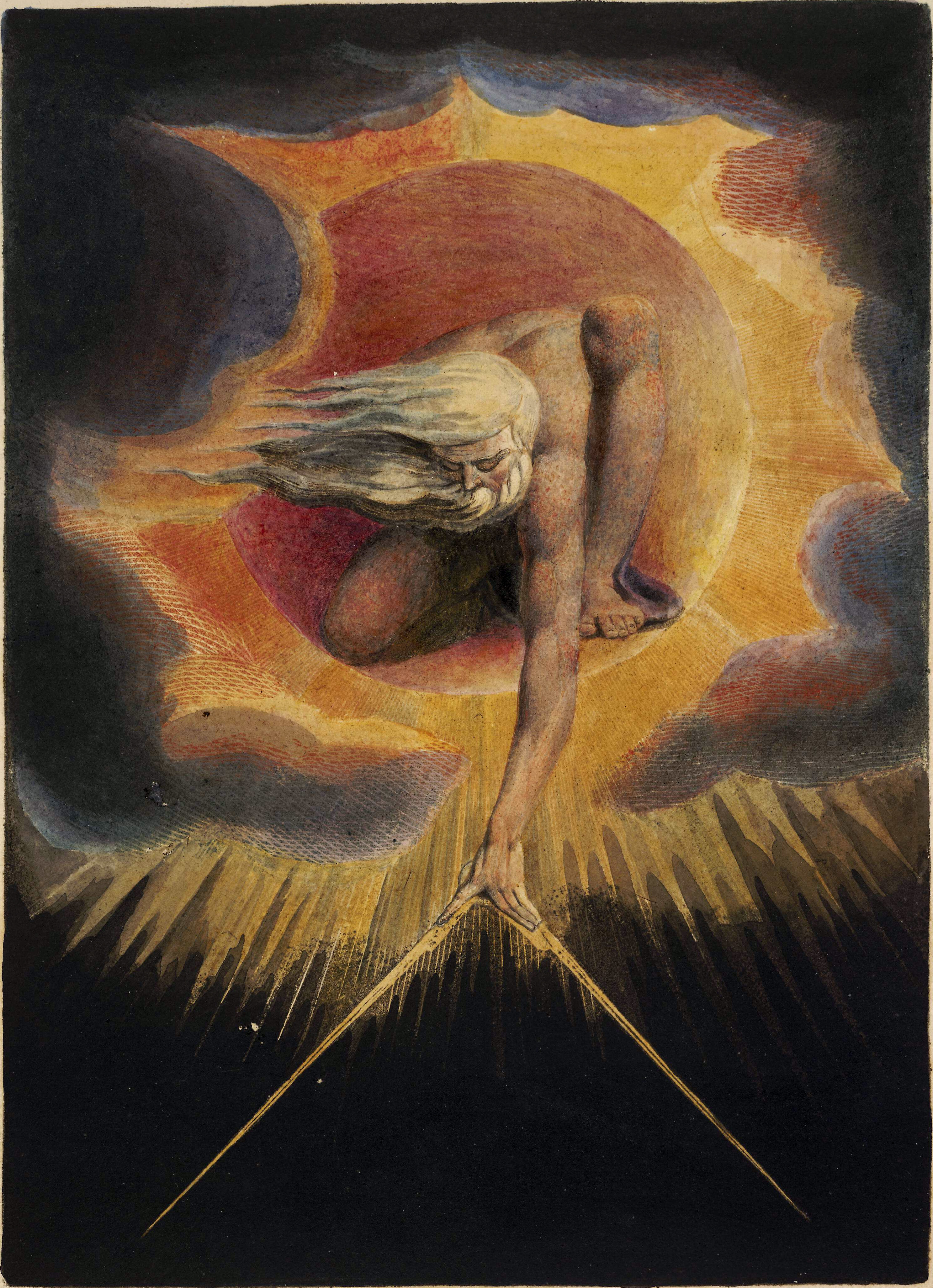
L'incisione The Ancient of Days

Nonostante gli attacchi di Blake alla religione tradizionale ai suoi tempi sembrassero scioccanti, il suo rifiuto della religione non era un rifiuto della religiosità in sé stessa. La sua opinione sulla religione tradizionale risulta evidente alla lettura di The Marriage of Heaven and Hell, dove in Proverbs of Hell scrive:
(William Blake)
ed anche:
(William Blake)
In The Everlasting Gospel Blake non ritrae Gesù come un filosofo oppure, secondo la tradizione, un Messia, ma come un essere dotato della massima creatività, al di sopra dei dogmi, della logica ed anche della morale. Scrisse:
(William Blake)
Gesù, secondo Blake, simboleggia nella sua unità la vitale relazione tra il divino e l'umano:
(William Blake)
Blake costruì una propria mitologia, che occupa un ampio spazio dei suoi libri profetici. Era principalmente basata sulla Bibbia e sulla mitologia greca, ed accompagnava la sua idea del Vangelo eterno. Blake commentò che doveva "Creare un sistema oppure finire schiavo di quello di un altro uomo."
Una delle obiezioni più forti che Blake portava contro il cristianesimo ortodosso era che sentiva che questo incoraggiava la soppressione dei desideri naturali e condannava le gioie terrene. In A Vision of the Last Judgement, egli dice che:
(William Blake)
Altro esempio di questa concezione nella sua opera letteraria è nella poesia The Garden of Love, in cui si legge:
And binding with briars my joys and desires.»
E incatenavano con rovi le mie gioie e i miei desideri.»
(William Blake, The Garden of Love)
Blake credeva che la gioia dell'uomo innalzasse la gloria di Dio e che la religione praticata nel mondo fosse in realtà un culto di Satana. Era convinto che i cristiani ortodossi, anche a causa del loro rifiuto della gioia terrena, in realtà stessero adorando Satana e pensava a Satana come ad un errore e come ad uno Stato di morte.
Si opponeva ai sofismi teologici che giustificano il dolore, ammettono il male e trovano scuse per l'ingiustizia e detestava i tentativi di conquistarsi la beatitudine nell'altro mondo negando se stessi in quel modo.
Vedeva il concetto di peccato come una trappola per incatenare i desideri degli uomini e credeva che costringersi ad obbedire ad un codice morale imposto dall'esterno fosse contrario allo spirito della vita.
Non credeva alla dottrina che insegnava Dio come un padrone, un'entità distinta dall'umanità e ad essa superiore, e questo si accorda benissimo con le sue idee riguardo l'eguaglianza sociale e la parità tra i sessi.
Secondo diversi studiosi William Blake sarebbe considerato un precursore di Nietzsche, di Freud e di Wilhelm Reich in quanto esso sarebbe stato d'accordo con il filosofo di Röcken per la critica alla religione cristiana, il Vitalismo e il bisogno di un capovolgimento dei valori sociali, mentre dallo psicanalista austriaco l'idea che gli istinti animali e sessuali non vadano totalmente repressi, ed infine con il medico statunitense l'idea di un'energia cosmica che pervade e fa vivere tutto, in modo molto simile alla teoria dell'orgone..

## La critica

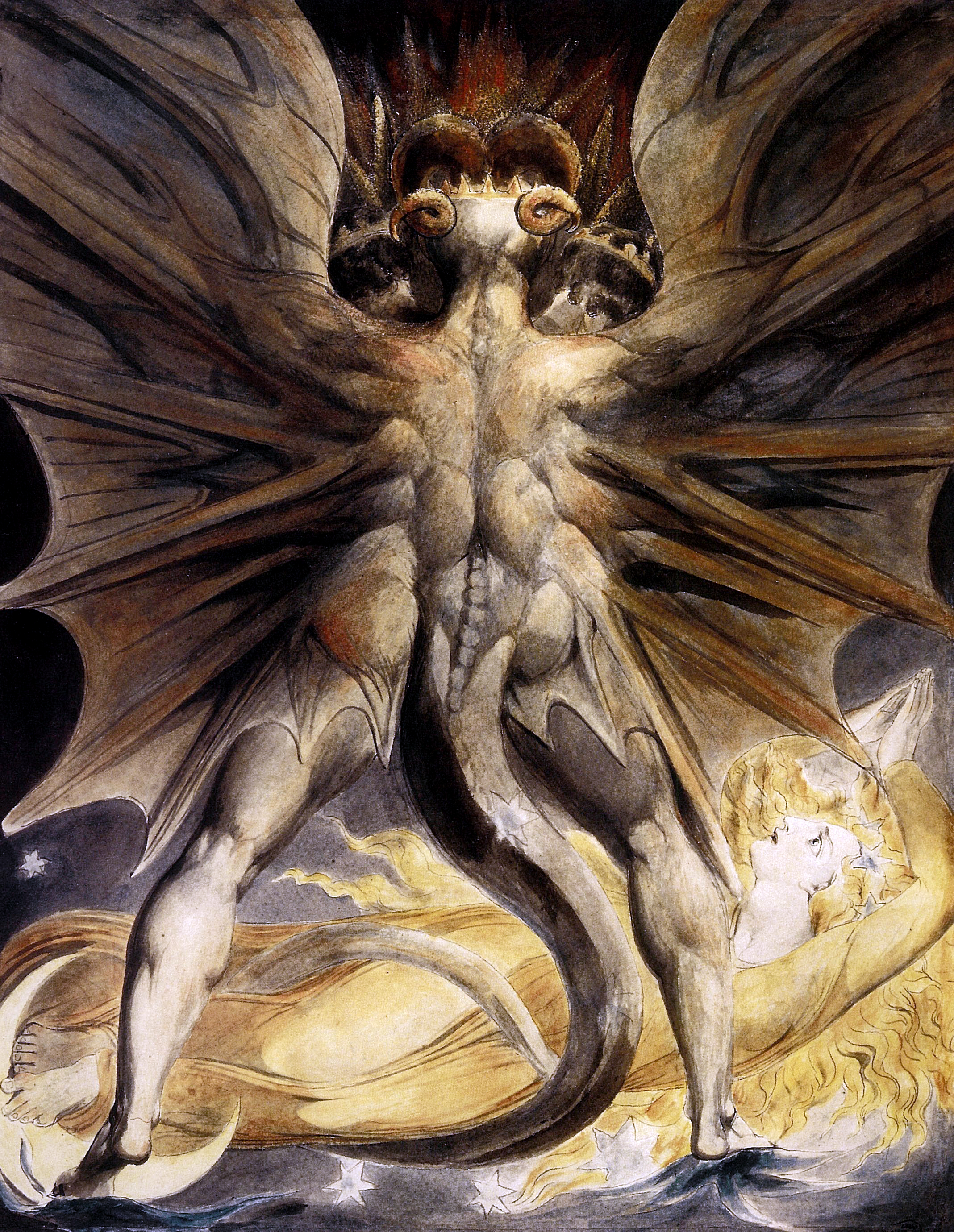
William Blake - Il Grande Drago Rosso e la donna vestita di sole (1806-1809)

### La coerenza
Northrop Frye, commentando la coerenza con cui Blake sosteneva il proprio punto di vista, nota che "Blake stesso dice che i suoi commenti su (Joshua) Reynolds, scritti quando aveva cinquant'anni, sono 'del tutto simili' a quelli su Locke e Bacone, scritti quando era 'molto giovane'. Le stesse frasi e gli stessi versi ricompaiono a distanza di quarant'anni. La coerenza con cui manteneva le sue convinzioni era essa stessa uno dei suoi principi guida... La coerenza quindi è una delle principali preoccupazioni di Blake, così come 'autocontraddittorio' è sempre uno dei suoi commenti più sdegnosi".

### Le visioni di Blake
Fin da giovane William Blake sostenne di avere delle visioni. La prima volta fu quando tra gli otto e i dieci anni, mentre viveva a Londra, disse di aver visto un albero pieno di angeli che "cospargevano ogni ramo di lustrini simili a stelle". Secondo il biografo di Blake di epoca Vittoriana Gilchrist, tornò a casa per raccontare la sua visione, ma il risultato fu che evitò di essere picchiato dal padre solo grazie all'intervento della madre. Anche se tutti gli indizi suggeriscono che entrambi i genitori lo sostenessero molto, sembra che la madre lo facesse in misura maggiore, e molti dei primi disegni e delle prime poesie di Blake erano appesi sui muri della sua stanza.
In un'altra occasione Blake, mentre guardava dei falciatori al lavoro, credette di vedere delle figure angeliche che si aggiravano tra loro. Una volta, durante la vecchiaia, a sua moglie Catherine tornò in mente la volta che lui aveva visto il volto di Dio "proprio fuori dalla finestra": la visione, rammentò la donna al marito, "Ti fece gridare all'improvviso".
Blake sostenne di aver avuto visioni per tutta la vita. Spesso si concretizzavano in piacevoli immagini di tipo religioso. Senza dubbio, i principi religiosi e le immagini sacre occupano un posto centrale tra le opere di Blake. Dio e la cristianità hanno rappresentato il fulcro dei suoi scritti e la fonte della sua ispirazione. Inoltre Blake credeva di ricevere personalmente istruzioni ed incoraggiamento dagli Arcangeli per creare le sue opere, che sosteneva che gli Arcangeli stessi poi leggessero ed ammirassero.
William Wordsworth ha scritto:
(William Wordsworth)

## Opere
- Angeli buoni e diabolici che lottano per il possesso di un bambino (1785)
- Visione dei figli di Albione (1795)
- Canti dell'innocenza (1789)
- Matrimonio del Cielo e dell'Inferno (1790-93); Maurizio Costantino (a c.), Asterios, Trieste, 2013, ISBN 978-88-95146-93-5
- Canti dell'Innocenza e dell'Esperienza (1794)
- Cerchio della lussuria : Paolo e Francesca (1824-27)
- Elohim crea Adamo (1795)
- Newton (1795)
- Nabucodonosor
- Il Grande Drago Rosso e la Bestia venuta dal mare (1805)
- Il numero della Bestia è 666 (1805-1810)
- Il Grande Drago Rosso e la donna vestita col sole (1806-1809)
- Satana scatena gli angeli ribelli (1808)
- I pellegrini di Canterbury (1808)
- La morte del buon vecchio (1813)
- Beatrice si rivolge a Dante da un carro (1824-1827)
- Satana punisce Giobbe con piaghe infuocate (1826)
- Adamo ed Eva trovano il corpo di Abele (1826)
- L'antico dei giorni.
- La Bestia della Rivelazione

Nel 1923, Edmondo Dodsworth pubblicò presso l'editore Carabba di Lanciano la prima traduzione italiana di William Blake, Il matrimonio del cielo e dell'inferno e Canto dell’innocenza e altri poemi.

## Musei
Elenco dei musei che contengono opere dell'artista:
- Fitzwilliam Museum;
- Kelvingrove Art Gallery and Museum;
- Tate Gallery;
- Victoria and Albert Museum;
- National Gallery of Art;
- Musei Vaticani.

### Generale
- (EN) William Blake, The Poetical Works, Oxford, At the Clarendon Press, 1905. URL consultato il 1º aprile 2015.
- (EN) William Blake, Poetical Sketches, London, Basil Montagu Pickering, 1868. URL consultato il 1º aprile 2015.
- (EN) William Blake, The poetical works of William Blake, Oxford, At the Clarendon Press, 1905.

### Libri miniati
- c.1788: All Religions Are One
  - There Is No Natural Religion
- 1789: Songs of Innocence
  - The Book of Thel
- 1790–1793: The Marriage of Heaven and Hell
- 1793: Visions of the Daughters of Albion
  - America: a Prophecy
- 1794: Europe: a Prophecy
  - The First Book of Urizen
  - Songs of Experience
- 1795: The Book of Los
  - The Song of Los
  - The Book of Ahania
- c.1804–c.1811: Milton: a Poem
- 1804–1820: Jerusalem: The Emanation of The Giant Albion

### Scritti non miniati
- 1783: Poetical Sketches
- 1789: Tiriel
- 1791: The French Revolution
- 1797: The Four Zoas

### Testi illustrati da Blake
- 1791: Mary Wollstonecraft, Original Stories from Real Life
- 1797: Edward Young, Night Thoughts
- 1805-1808: Robert Blair, The Grave
- 1808: John Milton, Paradiso perduto
- 1819-1820: John Varley, Visionary Heads
- 1821: R.J. Thornton, Virgil
- 1823-1826: Libro di Giobbe
- 1825-1827: Dante, Divina Commedia (Blake morì nel 1827 senza aver portato a termine l'opera)